# Antonio Domenico Gamberini
Antonio Domenico Gamberini (Imola, 31 ottobre 1760 – Roma, 25 aprile 1841) è stato un cardinale e vescovo cattolico italiano.

## Biografia
Nacque a Imola il 31 ottobre 1760, figlio di Giovanni Agostino Gamberini, avvocato e governatore di Fontana, creato conte, e della moglie Margherita Zappi.
La sua formazione si svolse dapprima a Imola, dove poté ricevere i primi rudimenti di diritto dal padre; fu poi inviato alla Pontificia accademia dei nobili ecclesiastici di Roma, che frequentò dal 1782 al 1791. Conseguì la laurea in utroque iure nel Collegio dei Protonotari di Roma il 21 marzo 1784. Fece pratica come aiutante di studio di Nicola Acciaiuoli, uditore della Sacra Romana Rota per Ferrara.
Durante l'occupazione francese di Roma (1798-99 e 1809-14) risiedette in Romagna. Nel 1798 intraprese la professione di avvocato ad Imola, che svolse fino alla restaurazione del legittimo governo pontificio. Nel 1814 divenne assessore di Forlì. Entrò nella Curia romana con la nomina a prelato domestico di Sua Santità, il 5 maggio 1818 e due giorni dopo fu nominato referendario della Segnatura apostolica. Il 19 novembre dello stesso anno fu nominato uditore della Sacra Romana Rota per Ferrara, entrando in carica l'8 luglio dell'anno successivo. Il 28 marzo 1822 divenne relatore della Sacra Congregazione dell'immunità ecclesiastica. Il 10 marzo 1823 fu nominato segretario della Sacra Congregazione del concilio tridentino e della residenza dei vescovi; ma per questi incarichi dovette dimettersi da quello di uditore della Rota. Fu esaminatore dei vescovi in diritto canonico dal 7 novembre 1823. Papa Leone XII lo nominò anche canonico vaticano.
Il 28 febbraio 1824, quando già aveva 63 anni, ricevette l'ordinazione sacerdotale. Un anno dopo, il 19 dicembre 1825, fu nominato vescovo di Orvieto e consacrato il 15 gennaio dell'anno successivo dal cardinale Pietro Francesco Galleffi, vescovo di Albano e camerlengo di Santa Romana Chiesa, co-consacranti Giuseppe della Porta Rodiani, patriarca titolare di Costantinopoli e vicegerente di Roma e Filippo Filonardi, arcivescovo titolare di Atene ed elemosiniere pontificio.
La sua rapida ascesa fu coronata nel concistoro del 15 dicembre 1828, tenuto per lui soltanto, in cui papa Leone XII lo creò cardinale; ricevette la berretta il 28 dicembre dello stesso anno e il titolo di Santa Prassede il 21 maggio dell'anno successivo. Partecipò al conclave del 1829, in cui fu eletto papa Pio VIII e al conclave del 1830-1831, in cui fu eletto papa Gregorio XVI. Dopo la divisione della Segreteria di Stato in due sezioni il 20 febbraio 1833, Gregorio XVI lo nominò Segretario di stato per gli affari interni e, poco dopo, prefetto della Sacra Consulta, della Congregazione Lauretana e della Congregazione della sanità. Il 13 aprile 1833 rinunciò alla sua diocesi.
Il 18 febbraio 1839 optò per l'ordine dei cardinali vescovi e divenne vescovo di Sabina, ritenendo in commendam il titolo di Santa Prassede. Per motivi di salute, ottantenne, si dimise dagli incarichi alla Segreteria di Stato, ma il 22 dicembre 1840 fu nominato prefetto della Segnatura apostolica. Per più di sette anni aveva avuto un ruolo centrale nell'amministrazione dello Stato pontificio.
Morì il 25 aprile 1841 a Roma, all'età di 80 anni. La salma fu esposta nella chiesa di San Marcello poi fu tumulata in quella di Santa Prassede.

## Genealogia episcopale e successione apostolica
La genealogia episcopale è:
- Cardinale Scipione Rebiba
- Cardinale Giulio Antonio Santori
- Cardinale Girolamo Bernerio, O.P.
- Arcivescovo Galeazzo Sanvitale
- Cardinale Ludovico Ludovisi
- Cardinale Luigi Caetani
- Cardinale Ulderico Carpegna
- Cardinale Paluzzo Paluzzi Altieri degli Albertoni
- Papa Benedetto XIII
- Papa Benedetto XIV
- Papa Clemente XIII
- Cardinale Bernardino Giraud
- Cardinale Alessandro Mattei
- Cardinale Pietro Francesco Galleffi
- Cardinale Antonio Domenico Gamberini

La successione apostolica è:
- Vescovo José Ignacio Cienfuegos Arteaga (1828)